# Palaeosia grandis
Palaeosia grandis là một loài bướm đêm thuộc phân họ Arctiinae, họ Erebidae.